# Phallusia fumigata
Phallusia fumigata är en sjöpungsart som först beskrevs av Grube 1864.  Phallusia fumigata ingår i släktet Phallusia och familjen Ascidiidae. Inga underarter finns listade i Catalogue of Life.